# Gallirallus sharpei
Gallirallus sharpei é uma espécie de ave da família Rallidae.
É possivelmente endémica da Indonésia.
Está ameaçada por perda de habitat.